# 덩샤오핑
덩샤오핑(중국어 간체자: 邓小平, 정체자: 鄧小平, 병음: Dèng Xiǎopíng 듣기 (도움말·정보), 한자음: 등소평, 1904년 8월 22일~1997년 2월 19일)은 중화인민공화국의 3대 최고지도자이자 군사 전력가, 정치가, 외교가, 혁명가, 사상가이다. 1978년부터 1983년까지는 중국인민정치협상회의 전국위원회 주석, 1981년부터 1989년까지는 중국공산당 중앙군사위원회 주석을 역임했다. 중국공산당 당료 2세대의 가장 중요한 인물이다. 그는 중국 특색의 사회주의 와 덩샤오핑 이론 에 기여한 공로로 널리 "현대 중국의 건축가"로 여겨진다.
중국공산당에 입당한 이래 1929년 제7군 정치위원이 되었고, 1934년 대장정에 참여하였다. 1945년 공산당 중앙위원이 된 후, 정무원 부총리, 재정 부장, 당 정치국 상무위원 겸 중앙서기처 총서기, 중소 회담 중공측 대표단장 등을 역임했다. 1968년 문화 대혁명 때 박해를 받기 시작한 이래, 여러 번 마오쩌둥의 박해를 받기도 했지만 기적적으로 복귀, 중화인민지원군 총참모장, 중화인민공화국 국무원 부총리 등을 지냈고 1981년 6월 28일부터 1989년 11월 7일까지 중화인민공화국 최고권력자로 군림하는 한편. 1981년 6월 27일부터 1982년 9월 11일까지 후야오방(胡耀邦)이 마지막 후임 중국공산당 주석가 종식되었으며 1982년 9월 12일, 후야오방이 정식 중국공산당 총서기 취임하였다. 덩샤오핑 취임 이후 중국의 경제 성장은 세계 1위를 달성했으며, 후진국이던 중국을 세계 3위 국가로 성장시켰다. 동시에 중국 내부의 부패를 없애기 위해서 엄타(嚴打)를 엄포하며 국가 부패를 청산했다.
1983년 이후 인민정치협상회의 주석직에서 물러났지만 중국공산당 군사위원회 주석직에 머무르며 실권을 쥐었다. 1989년 천안문 사태의 강경 진압을 주관하는 한편, 한때 중화인민공화국 주석직의 교체에 관여하고, 군부 내에 세력을 형성한 국가주석 양상쿤을 몰락시키고 장쩌민을 중국공산당 총서기로 내정하는 등의 막후 실력을 행사하였다.
오랜 정치 경력을 거치며, 권력을 다졌으며, 1970년대에서 1990년대에 이르기까지 중국에서 실질적인 지배력을 행사했다. 경제정책은 흑묘백묘론을 통한 실용주의 노선을 추진하고, 정치는 기존의 사회주의 체제를 유지하는 정경분리의 정책을 통해 덩샤오핑은 중국 특색 사회주의인 덩샤오핑 이론을 창시했다.

## 생애

### 출생과 생애 초반

#### 태어남
1904년(광서 30년) 청나라 쓰촨성 광안의 덩원밍의 첫 아들로 탄생했다. 유복한 집안 출신이며 덩원밍은 아들의 이름을 공자보다 나은 사람이 되라는 뜻의 선성(先聖)으로 지어주었고, 다섯 살때에 서당 훈장이 희현으로 고쳐주었다. 덩샤오핑은 중국공산당 당원이 된 후에 만들어낸 별명이다. 아버지가 지주였기 때문에 먹고 살 걱정이 없었으므로, 덩샤오핑은 낙관주의 곧 모든 일을 좋게 생각하기와 사람들과 잘 어울리는 원만한 성정을 가지고 있었다. 낙관주의는 정치가로서의 어려움을 이겨내도록 해주었고, 원만한 성격덕분에 공산당에서 적이 없었다.

#### 유학하다

##### 프랑스 유학

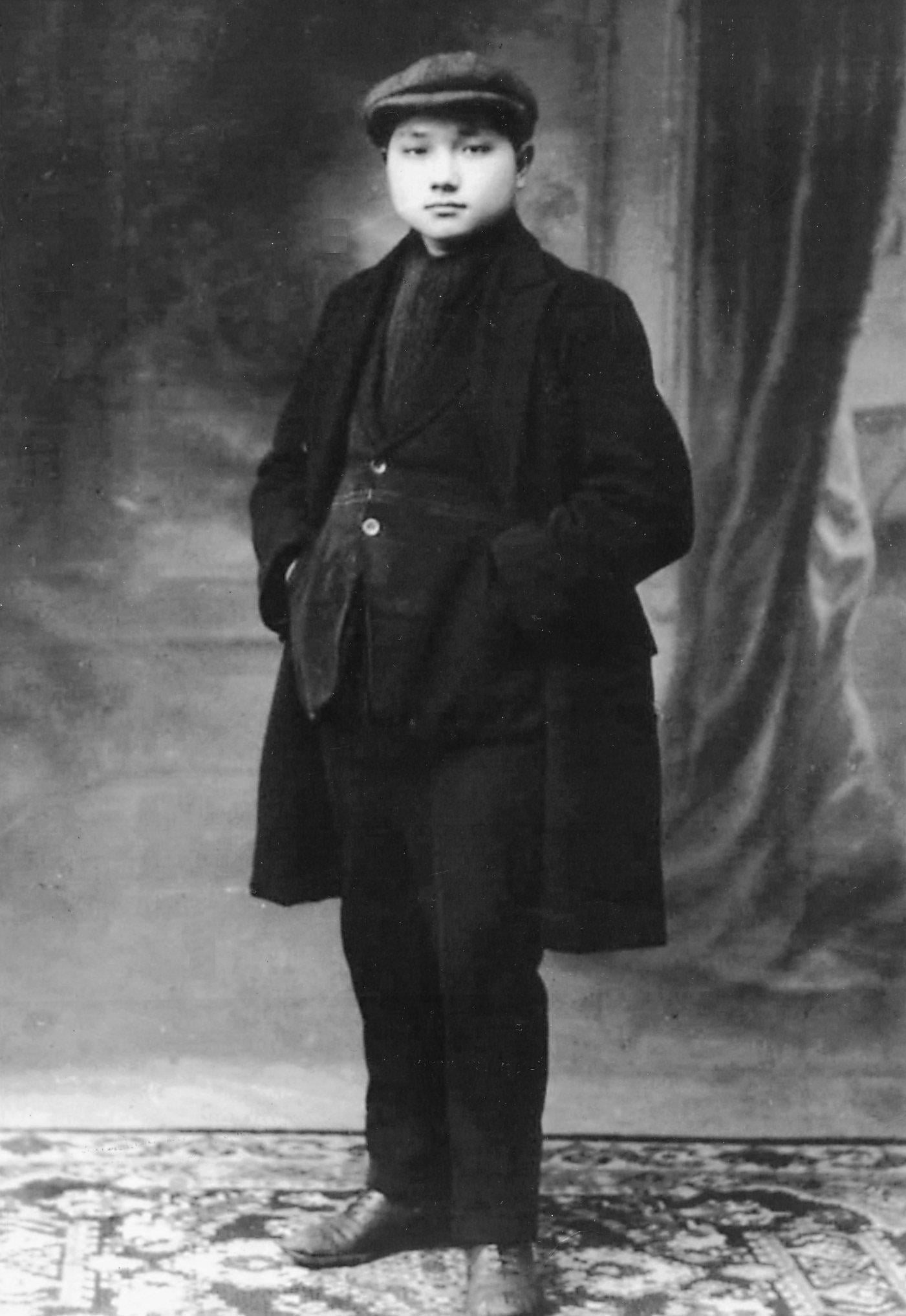
프랑스 유학 시절의 덩샤오핑

덩샤오핑은 고향에서 초등교육을 받았으며 충칭에서 공부하였다. 그러다 근공검학(근면하게 일하고 검약해서 공부한다) 곧 해외유학을 만난다. 제1차 세계대전으로 노동력이 부족해진 프랑스와 서구문물을 배우려는 중국의 이해관계가 맞아떨어져 1,500명의 중국사람들이 프랑스에서 공부하였다. 이들은 중국 혁명의 지도자가 되었다. 덩샤오핑도 1920년 상하이에서 마르세유로 가는 배를 타고 프랑스에 갔다. 유학생일 때에 덩샤오핑은 파리의 르노자동차 노동자로 일하면서 노동운동과 사회주의를 배웠다. 1924년 중국 공산주의 청년동맹 유럽지부에 들어갔으며, 기관지인 적광(赤光,붉은 태양)을 만들었다. 저우언라이를 만난 때이기도 한데, 저우언라이는 자신보다 여섯살 어린 덩샤오핑을 아꼈으며, 덩샤오핑도 저우언라이를 큰형님으로 따랐다.

##### 소련 유학
1926년 소비에트 연방 모스크바 중산(中山) 대학교에서 정치학을 수학하였다. 이는 프랑스의 공산주의 청년동맹 탄압때문이었다. 소련 유학시절 중국공산당 당원이 되었으며, 1927년 중국에 돌아왔다.

#### 마오쩌둥과 만나다
덩샤오핑은 유학을 마치고 중국공산당 당원으로서 혁명에 참여했다. 1933년 중국공산당에서는 소련파와 마오파의 당권경쟁이 치열했는데, 마오쩌둥이 지면서 덩샤오핑도 실각했다. 하지만 소련파의 이론은 중국에 맞지않았다. 소련파는 도시 노동자계급이 혁명의 중심이라면서 도시 무장투쟁을 시도했으나, 도시 노동자 계급이 없는 중국에서는 실천할 수 없는 것이었다. 하지만 마오쩌둥은 중국 인민의 대부분이 농민이라며 농민소비에트를 만들어야 한다고 보았다. 그의 주장이 맞다는 것이 입증되자, 1935년 대장정 도중에 열린 회의에서 마오쩌둥의 이론(마오이즘)이 인정되었다.

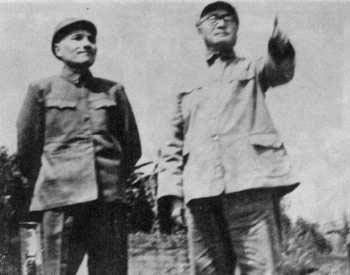
국공내전 중 류보청과 함께

#### 국공내전
1949년 중화인민공화국 정부가 수립되기 전까지 덩샤오핑은 류보청이 사단장인 팔로군 129사단 정치위원으로 일했다. 화이하이 대전에서 덩샤오핑이 이끈 60만명의 군대는 100만명의 국민당 군대를 크게 이겼다. 1946년부터 1949년 국공내전시기에 화중, 화남, 서남지방이 정복됐으며 서남지방(쓰촨,꾸이저우,윈난,티베트)등 서남지방 4개성을 다스리는 제1서기가 됐다.

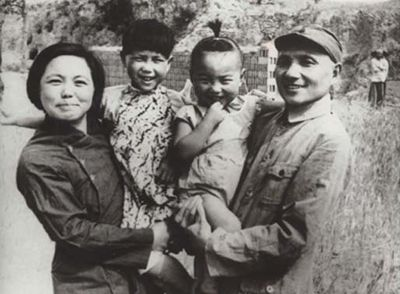
덩샤오핑의 가족 (1945년)

#### 결혼
그는 세 번의 결혼을 했다. 첫 번째 아내는 장 시유안으로 소비에트 연방 모스크바에 있을 때 함께 공부한 동료 중의 하나였다. 그녀는 그의 첫아이를 낳고 며칠 뒤인 24살 때 죽었다. 그 아이 또한 아기 때에 죽었다. 두 번째 아내인 진웨이잉은 그가 1933년에 정치적인 공격을 받게 된 직후 그를 떠났다. 세 번째 아내인 줘린은 윈난성의 한 실업가의 딸이었다. 그녀는 1938년에 공산당의 당원이 되었고, 그 이듬해 야난에 있는 마오쩌둥의 동굴 앞에서 덩과 결혼식을 올렸다. 그들은 5명의 자식을 두었다(2남 3녀).

### 젊은 시절

#### 학창 시절
덩샤오핑 서기장은 젊은 시절에 프랑스에서 유학을 했으며, 르노에서 트랙터를 만드는 금속 노동자로 살았다. 자본주의 국가에서의 금속 노동 경험은 자본주의가 어떻게 유지되는지 이해하는 중요한 계기가 되었다.
학생시절 중국공산당(CCP)에 가입한다. 그는 장정의 베테랑이었으며 마오쩌둥(모택동)의 오랜 전우였다. 마오쩌둥은 혁명 직후 그를 공산당의 비서장으로 임명한다.

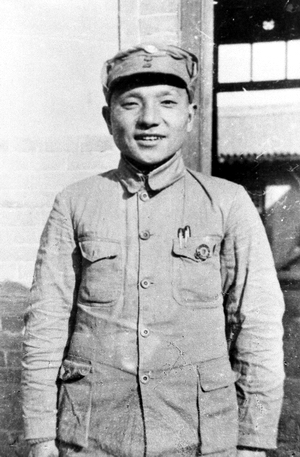
1937년의 덩샤오핑

#### 공산당 입당과 대약진 운동
1929년 제7군 정치위원이 되었고, 1934년 대장정(大長征)에 참가하였다. 1945년 공산당 중앙위원이 되었으며, 1949년 중국 정부 수립 후 정무원 부총리·재정 부장·당 정치국 상무위원 겸 중앙서기처 총서기·중소 회담 중공측 대표단장 등을 역임하였다. 1954년 부총리, 1966년 문화대혁명 때 실권하였으나, 1973년 부총리로 다시 복권되었다.
1957년의 반우파투쟁에서 마오쩌둥을 공식적으로 지원한 이후, 덩샤오핑은 중국공산당의 비서장이 되어 나라의 일상 업무를 수행하게 된다. 대약진 운동의 실패로 인한 아사사태로 마오쩌둥에게 비판의 화살이 쏟아지자, 덩샤오핑은 좀 더 큰 권력을 장악할 수 있게 되었다.

#### 경제개혁

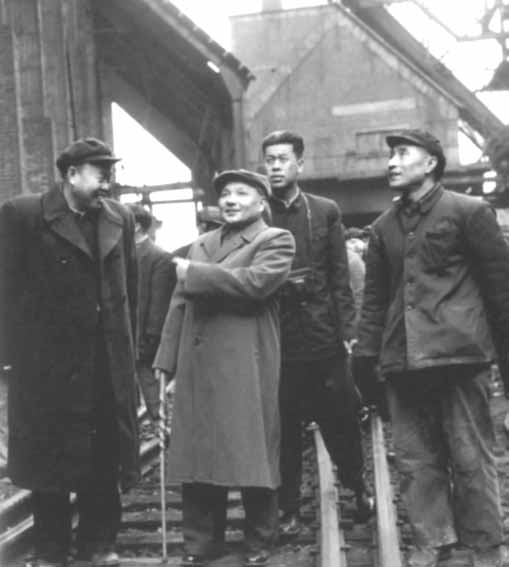
우한의 한 공장을 방문한 덩샤오핑

류사오치와 그는 최종적으로 권력을 장악하고 마오쩌둥을 명목상의 지도자로 앉히려는 계획을 세웠다. 류사오치와 덩샤오핑이 실질적인 권력을 쥐고 있을 때, 공산주의 사상을 존중하되 중국의 현실에 맞게 해석하는 합리적인 생각에 근거한 경제개혁이 시작되었고, 이로 인해 당 조직과 전체 인민들 사이에서 세력을 키울 수 있었다. 이 당시 마오쩌둥은 자신이 권력에서 소외될까 염려하고 있었다.

#### 박해와 복귀
권력의 누수를 걱정한 마오쩌둥은 문화대혁명을 유발시켰고, 이 시기에 덩샤오핑은 실각하여 당직에서 은퇴한다. 1974년 복귀하고 1975년에는 중화인민지원군의 총참모장에 내정되지만 재차 1976년에 고초를 겪었다. 당시 그가 겪은 가장 큰 슬픔은 홍위병에 쫓겨다니던 큰아들 덩푸팡(1944년)이 베이징대학교에서의 추락사고로 하반신이 마비된 지체장애인이 된 것이었다. 덩푸팡은 1984년 장애인복지기금,1988년 중국장애인연합회, 1999년엔 지적장애인의 자활을 돕는 단체등의 장애인 인권단체들을 만드는 등 장애인 인권 운동을 하고 있다. 그 해 마오쩌둥의 사망으로 복직한다. 여러번 숙청당했다가 기적적으로 복귀를 반복하여 그에게는 오뚜기 또는 부도옹이라는 별명이 붙여지기도 했다.
이후 마오쩌둥에게 사적인 원한을 품지 않고 그에게는 '공이 7이요 과는 3이다'라고 냉정한 평가를 하여 화제가 되기도 했다. 그러나 1976년 마오쩌둥과 저우언라이가 사망하자, 마오쩌둥의 직계는 물론 자신에게 잠재적인 정적이 될 만한 세력의 숙청을 감행한다.

### 혁명 활동

#### 농민출신 혁명가
의지가 굳고 매우 지적이었던 농부출신의 공산주의 혁명가, 체구가 극히 작고 늙어가는 그는 세계에서 가장 인구가 많은 나라의 지도자로서 비공식적이긴 했지만 거대한 인물로 부상하였다. 사실 그는 중국을 이끈 농부 출신의 몇 안되는 혁명가 중의 하나였다. 그 몇 중에는 마오쩌둥과 한나라의 고조와 명나라의 태조가 있다. 그는 자신의 이러한 점을 유난히 강조하였다.

#### 당내 권력투쟁
중국공산당 내에 있는 그의 지지자들을 조심스럽게 선동하여, 덩샤오핑은 마오쩌둥의 후계자로 지목되었던 화궈펑을 교묘하게 따돌릴 수 있었다. 덩샤오핑 자신을 사면해 준 화궈펑을 권력으로부터 축출하였다. 그러나 이전의 권력 변동 때와는 달리, 아직도 화궈펑 그는 여전히 살아 있었고 고위직으로부터 물러나있었지만 신체적으로는 해를 당하지 않았다.
이 시기부터 그는 두 가지 결정으로 인하여 대중적인 인기를 얻고 있었다. 한 가지는 문화혁명에 대한 재평가였다. 그는 그 시기에 벌여졌던 극단적인 행위와 이로 인한 고통에 대해서 자유롭게 비판할 수 있도록 허용했다. 또 하나는 출신성분제도를 혁파한 것이었다. 그 출신성분제도는 공산 혁명시기에 있었던 조상의 행위를 근거로 전 중국을 두 개의 계급으로 나누어 버렸다. 이 제도 아래에서는 지주 계급은 제도적으로 차별대우를 받아야 했다.
대부분의 역사가들은 이 두 행동은 그가 그의 정적을 따돌리기 위한 주요 전략 중의 일부였다고 믿고 있다. 문화혁명에 대한 대중의 비판이 일어나게 함으로써 그 사건에 정치적 책임을 지고 있던 사람들의 입지를 약화시키고, 그 시기에 고통받았던 자신과 같은 사람들의 입지를 강화시켰다.
그가 중국공산당에 대한 통제력을 서서히 재장악하면서 화궈펑은 수상에서 물러나고 자오쯔양(조자양)이 그 자리에 교체되었고, 후야오방(호요방)이 당의장이 되었다. 그의 공식 직함은 비록 공산당 중앙 군사위원회 의장이었지만, 1990년대 중반까지 그는 중국의 지도자중에 가장 영향력있는 사람이었다.
본래 실제 권력은 중화인민공화국의 수상과 중국공산당 총서기의 손에 있지만, 주석은 국가를 대표하는 역할을 감당하도록 되어 있었다. 그리고 중화인민공화국의 수상과 중국공산당 총서기는 별도의 사람이 맡기로 되어 있었다. 본래의 계획에는 당에서는 정책을 개발하고 정부에서는 수행하도록 하여, 마오쩌둥이 했던 것처럼 권력이 개인의 취향에 영향을 받지 않도록 분립되도록 했다.

### 정치 활동

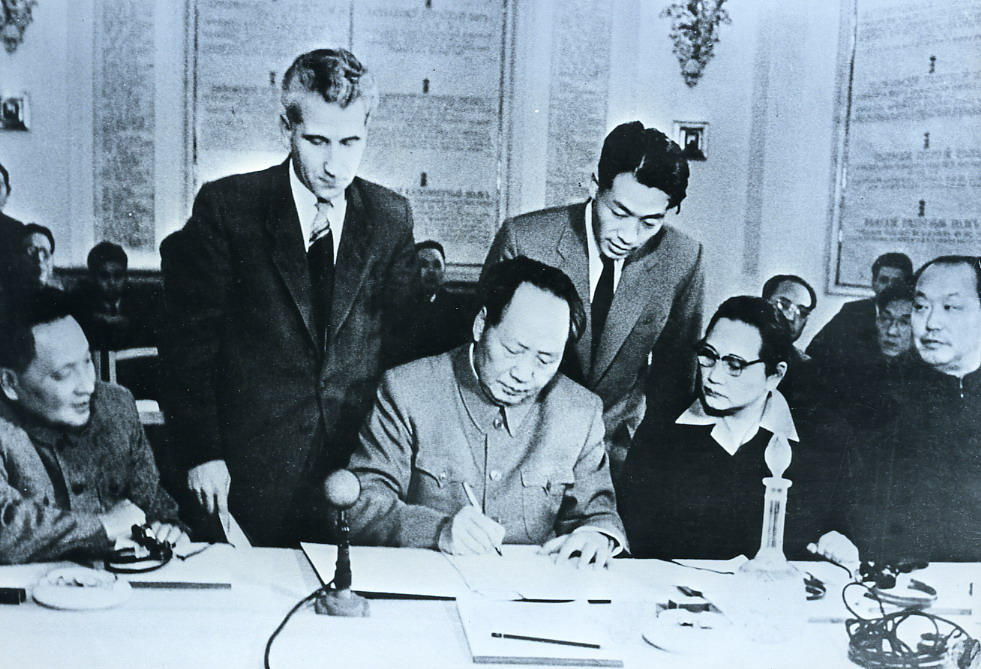
모스크바에서 열린 국제 공산당 노동자 회의에서 마오쩌둥과 쑹칭링과 함께(1957년)

1975년 당 부주석 겸 정치국 상무위원이 되었다. 1976년 문화대혁명으로 실각하였으나 1978년 복권되었고 1982년까지 당 부주석·총참모장·부총리·당 중앙 군사위원회 부주석 등을 지냈다. 1978년부터는 중국 중앙인민협상회의 주석직을 겸하였으며, 인민정치협상회의 주석직은 1983년까지 유지하였다.
1982년 이후 중국공산당 중앙 군사위원회 주석·정치국 상무위원·공산당 중앙 고문위원회 주임을 겸직하여 중공의 최고 정치 실력자로 군림하였다.

#### 부패개혁, 엄타
정치 활동으로 대표적 업적으로 엄타를 꼽을 수 있다. 범죄를 없애겠다는 명분으로 사형이 집행되었다. <중국공산당집정사십년>이라는 책에 기재된 내용을 보면, 최소한 861,000명이 처리되었고, 24,000명이 총살로 사형당했다.
1983년 9월 2일, 전국인대 상임위원회는 <사회치안을 엄중하게 위해하는 범죄분자를 엄벌하는데 관한 결정>등 3개의 중대한 결정을 통과시킨다. 이는 형법에 대한 근본적인 수정이다. 깡패죄등 10여종의 범죄를 "형법에 규정한 최고형이상으로 처형하고, 사형까지 처할 수 있다"고 하였다. 1983년의 엄타이후, 다시 1996년, 2001년에도 전국범위에서 엄타를 진행하며 중국공산당 권력을 공고화했다.

### 집권 기간

#### 개방 정책

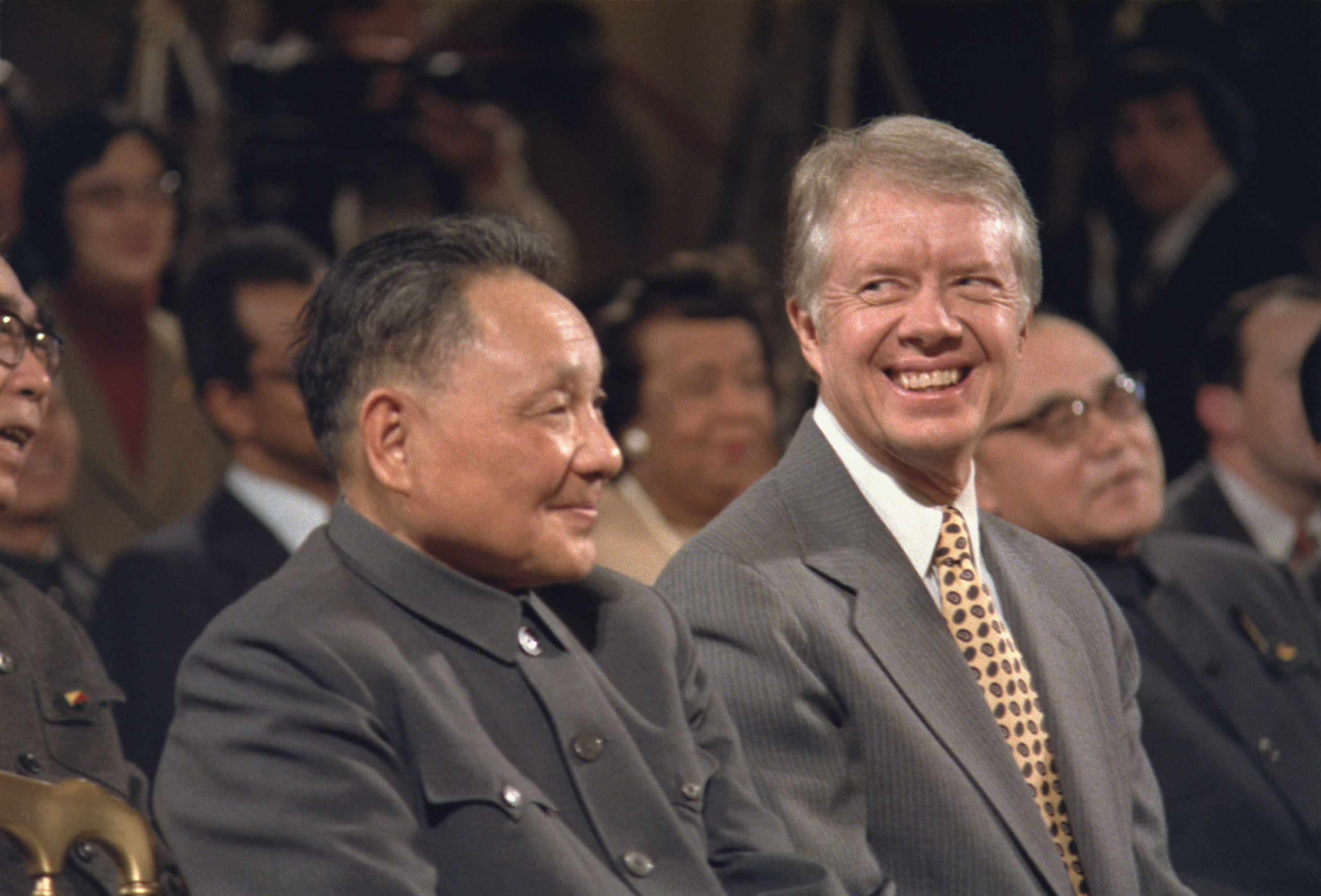
덩샤오핑과 지미 카터 미국 대통령

덩샤오핑이 권력에 있을 때, 서방과의 관계가 확연히 증진되었다. 덩샤오핑은 해외순방을 했고, 서방 지도자들과 우호적인 만남을 가졌다. 1979년에는 미국을 방문하여 백악관에서 지미 카터 대통령과 만났다. 카터 대통령은 마침내 UN의 안전보장이사회에서 한 자리를 차지하고 있는 중화민국을 대신하여 중화인민공화국을 중국의 유일한 합법 정부로 정식 공인했다.
그 뒤 1983년 국가 주석직이 부활하여 리셴녠에게 중화인민공화국 국가주석 직책을 본격적으로 넘겼지만 중화인민공화국의 군사위원회와 당 군사위원회의 주석직을 그가 차지함으로써 1983년 6월 18일을 기하여 실권을 회복하는 등 아직도 실권은 그가 쥐고 있었다.
덩샤오핑이 이루어 낸 것들 중의 또 하나는 1984년 12월 19일 영국과 중국 간에 체결한 중영 공동 선언이다. 이 조약에 따라서 홍콩이 1997년 7월 1일에 중화인민공화국에 반환되었다. 99년 동안의 조차를 마치는 홍콩에 대하여 덩샤오핑은 향후 50년 간 홍콩의 자본주의 체제를 간섭하지 않겠다고 약속했다. 이것은 1국 2체제라고 불리며 이러한 접근방법은 중국 재통일의 근거로 대두되고 있다. 그러나 덩샤오핑은 소비에트 연방과의 관계를 개선하는데 노력을 기울이지는 않았다.

#### 중국식 사회주의
덩샤오핑의 개혁의 목표는 4대 현대화에 요약되어 있는데, 농업의 현대화, 공업의 현대화, 국방의 현대화, 과학기술의 현대화이다. 현대화되고 산업화된 국가가 되는 목표를 성취하려는 이 전략이 공산주의 시장경제다.
덩샤오핑은 중국은 공산주의의 초기단계에 있고 당의 의무는 중국식 사회주의를 완성하는 것이라고 주장했다. 이러한 중국식 마르크스주의의 해석은 경제 정책 결정에 있어서 이데올로기의 역할을 감소시켰다. 마르크스-레닌주의뿐만 아니라 공산주의 가치관의 우선 순위를 하향 조정하여 덩샤오핑은 어떤 정책이 단순히 마오쩌둥이나 더 보수적인 진연과 관계가 없다고 해서 거부되어서는 안 된다는 점을 강조했다. 덩사오핑은 자본주의 국가의 정책과 비슷하다고 해서 어떤 정책을 반대하지 않았다.

#### 개혁 정책 지원

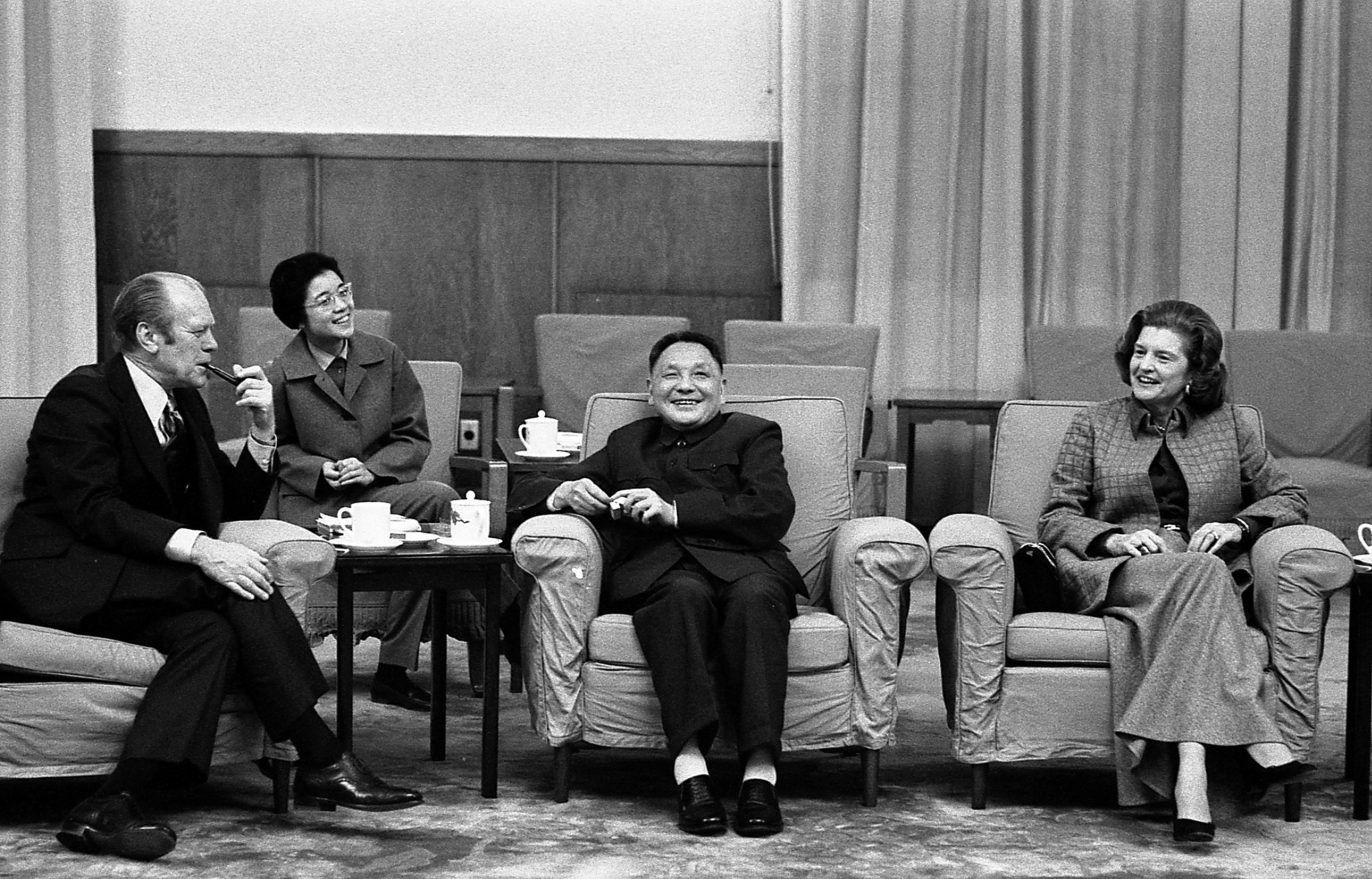
1975년 베이징에서 제럴드 포드 미국 대통령과 정상회담을 하고 있는 덩샤오핑.

덩샤오핑이 경제 개혁이 일어나도록 하는 이론적인 배경과 정치적 지원을 제공했지만, 덩샤오핑 본인으로부터 나온 경제 개혁은 거의 없었다. 일반적으로 개혁은 지역 지도자들로부터 들여왔는데, 이러한 것들은 종종 중앙 정부의 지도방향과 충돌하곤 하였다. 이러한 개혁이 성공적이었고 유망하다고 밝혀지면 대규모로 여러 분야에 채택되었고 종국에는 국가 전체에 도입되었다. 많은 개혁들이 동아시아의 호랑이들이 경험한 것들이었다.
이것은 미하일 고르바초프에 의한 페레스트로이카의 패턴과는 아주 대조적이다. 미하일 고르바초프에 의한 페레스트로이카는 대부분의 개혁들이 고르바초프 자신에 의하여 제안되었다. 많은 경제학자들은 페레스트로이카의 하향식 접근과 대조되는 덩샤오핑의 개혁은 상향식 개혁이 성공의 열쇠였다고 이야기한다.
널리 알려진 바와는 달리, 덩샤오핑의 개혁은 기술적으로 숙련된 관료들에 의하여 계획된 중앙 집중적 대규모 경제 제도를 소개하였다. 이것은 마오쩌둥의 대중 선동적인 경제 건설 방식을 버린 것이다. 소비에트 연방의 모델이나 마오쩌둥의 모델과 다르게 시장 경제를 통한 간접적인 관리 방식이었고, 이 방법은 대부분 서구 국가의 경제 계획과 조정 매커니즘을 본 딴 것이었다.

### 절차의 제도화
경제를 개혁하고 개방하면서, 덩샤오핑은 그 절차를 정형화하여 공산당의 힘을 강화하려는 시도를 하였다. 덩샤오핑의 후속 행보는 지도부가 본래 의도했던 것보다 더 큰 권력을 갖도록 야기했다. 1989년에 양상쿤 주석은 당시 중국공산당 중앙군사위원회의 의장인 덩샤오핑과 협력하여 주석의 명의로 1989년 천안문 사태를 진압하도록 베이징에 계엄령을 선포할 수 있었다.
장쩌민은 덩샤오핑과 당의 다른 원로들에게 발탁된 촉망받는 후계자였고, 당 서기 자오쯔양을 대신할 인물로 뽑혔다. 장쩌민은 학생 시위대에게 온건하다고 평가되었다. 톈안먼 사건과는 직접적으로는 관련되지 않았지만, 장쩌민은 텐안문 사건 이후에 상하이에서 비슷한 시위를 예방하기 위한 업무를 맡았기 때문에 중앙위원으로 승진되었다.
덩샤오핑은 1997년 2월 19일 장쩌민을 권력의 중심에 올려 놓은 후 중화인민공화국 베이징에서 서거했다. 향년 93세.

## 유산

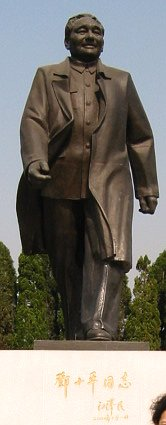
덩샤오핑의 동상

언론인 짐 로워는 덩샤오핑의 1979년에서부터 1994년의 개혁은 어디에서도 볼 수 없는 인류 복지 향상의 가장 큰 향상을 가져왔다고 말했다.
언급한 것과 같이 덩샤오핑의 정책은 공산주의 틀안에서 외국 자본에 경제를 개방하였고 시장을 개방하였다. 그는 저우언라이의 유언과 같이 자신의 시신을 화장하라고 유언하였으며, 실제로 그의 유해는 홍콩 앞바다에 뿌려졌다. 화장 정책을 추진한 중국 정부답게, 시민들에게 솔선수범을 보이기 위하여 그렇게 유언했다. 죽고 난 뒤 장쩌민의 지도아래 중국은 연평균 8%의 GDP 성장을 계속 했고, 세계에서 가장 높은 1인당 국민소득 성장률을 기록했다. 천안문 사태를 불러 일으켰던 인플레이션이 발생했다. 그의 통치기간 동안 개혁 절차가 제도화되고 농민혁명가에서 교육을 잘 받은 전문기술인으로 세대 교체가 이루어져서 정치 제도는 안정되었다. 사회문제도 중국본토가 매년 빠르게 현대화되고 번영하게 됨에 따라 개선이 되었다.
하지만 덩샤오핑의 개혁은 몇 가지의 남겨진 과제를 가지고 있다. 시장개혁의 결과로 1990년대 중반에는 중앙정부소유의 국영기업들이 부실화되었고, 그들이 이윤을 내지 못하고 경제에 악영향을 끼치고 있다면 그들은 정리될 필요가 있다.
마침내, 공산당의 지배를 유지하면서도 마오쩌둥의 공산주의적 가치보다 실용주의가 더 낫다는 것을 확증시키는 덩샤오핑주의는 서양에 많은 질문들을 생겨나게 했다. 중국과 그 밖의 여러 관찰자들은 더 역동적이고 풍성해지는 중국 사회를 하나의 당이 어느 정도까지 통제할 수 있을지에 대해 질문을 던진다.

## 저명한 명언
덩샤오핑 국가주석의 저명한 명언

1. 흰 고양이든 검은 고양이든 쥐를 잡는게 좋은 고양이다. (1962년)
2. 과학기술이 제일의 생산력이다. (1978년)
3. 당정을 나누지 않고 당이 정부를 대신하는 문제를 해결해야 한다. (1980년)
4. 중국 특색 사회주의를 건설하자. (1982년)
5. 계획이 곧 사회주의가 아닌 것처럼, 시장경제도 자본주의 전유물이 아니다. (1992년)
6. 미국에 대들지말고, 힘을 키워라. (1997년 유언)

## 참고 문헌
- Baum, Richard (1996). 《Burying Mao: Chinese Politics in the Age of Deng Xiaoping》 Updat판. Princeton, NJ: Princeton University Press. ISBN 978-0-691-03637-3.
- Dillon, Michael. Deng Xiaoping: The Man Who Made Modern China (Bloomsbury Publishing, 2014).
- Hayford, Charles W. "Where's the Omelet? Bad King Deng and the Challenges of Biography and History". Journal of Asian Studies (2016) 75#1 pp 19–30; historiography. online 보관됨 23 4월 2022 - 웨이백 머신
- Kau, Michael Y. M. China in the Era of Deng Xiaoping: A Decade of Reform (Routledge, 2016).
- Maomao (1995). 《Deng Xiaoping: My Father》. New York: BasicBooks. ISBN 978-0-465-01625-9.
- Meisner, Maurice J. (1996). 《The Deng Xiaoping Era: An Inquiry into the Fate of Chinese Socialism, 1978–1994》. New York: Hill and Wang. ISBN 978-0-8090-7815-8.
- Pantsov, Alexander V., and Steven I. Levine. Deng Xiaoping: A Revolutionary Life (Oxford UP, 2015). ISBN 9780199392032.
- Vogel, Ezra F. Deng Xiaoping and the Transformation of China (2011) excerpt 보관됨 26 12월 2020 - 웨이백 머신
- Zhang, Xiaoming. "Deng Xiaoping and China's Decision to go to War with Vietnam". Journal of Cold War Studies 12.3 (Summer 2010): 3–29. online 보관됨 12 10월 2022 - 웨이백 머신
- Zhang, Xiaoming. Deng Xiaoping's Long War: The Military Conflict Between China and Vietnam, 1979–1991] (U North Carolina  Press, 2015). excerpt 보관됨 2 6월 2021 - 웨이백 머신 ISBN 9781469642345.

## 관련 도서
- 《덩샤오핑 평전》- 벤저민 양 지음, 권기대 옮김, 황금가지 펴냄.
- 살림지식총서《덩샤오핑-개혁개방의 총설계사》/박형기 지음/살림

## 같이 보기
- 덩샤오핑주의
- 덩샤오핑 이론